# Cryptoheros sajica
Cryptoheros sajica är en fiskart som först beskrevs av Bussing, 1974.  Cryptoheros sajica ingår i släktet Cryptoheros och familjen Cichlidae. Inga underarter finns listade i Catalogue of Life.